# Paul Hession
Paul Hession (ur. 27 stycznia 1983 w Athenry) – irlandzki lekkoatleta, sprinter.

## Osiągnięcia
- 2 medale Uniwersjad w biegu na 200 metrów (Daegu 2003 - srebro i Izmir 2005 - brąz)
- 2. miejsce podczas Światowego Finału IAAF (bieg na 200 m, Stuttgart 2008)
- 1. miejsce w biegu na 200 metrów podczas zawodów I ligi drużynowych mistrzostw Europy w Budapeszcie (2010)
- wielokrotny mistrz i rekordzista kraju

W 2008 Hession reprezentował Irlandię na igrzyskach olimpijskich w Pekinie, gdzie odpadł w półfinale na 200 metrów. Ostatecznie sklasyfikowano go na 10. pozycji - najlepszej spośród Europejczyków. Irlandczyk wystąpił również na igrzyskach w Londynie, gdzie odpadł w fazie eliminacyjnej.

## Rekordy życiowe
- bieg na 100 m - 10,18 (2007) rekord Irlandii
- bieg na 200 m - 20,30 (2007) rekord Irlandii
- bieg na 300 m - 32,47 (2008) rekord Irlandii
- bieg na 60 m - 6,61 (2007) rekord Irlandii
- bieg na 100 m (hala) - 10,36 (2008) rekord Irlandii